# Modelleinrichtung (Gießerei)
Die Modelleinrichtung bezeichnet in der Metallgießerei die Herstellung und das fertige Produkt eines Werkstückes, das dazu dient, die Gussflüssigkeit aufzunehmen und dieser somit die endgültige Form zu verleihen.
Werden Gussstücke mit verlorenen Formen produziert, dann gehören „außer dem eigentlichen Modell noch Kernkästen zur Herstellung verlorener Kerne sowie weitere Hilfsmittel [...], die nicht immer direkt der Formgebung des späteren Gussstückes dienen, aber für den gesamten Herstellungsprozess einer komplizierten Form unerlässlich sind“.
Zu einer Modelleinrichtung können – je nach herzustellendem Objekt – folgende Elemente gezählt werden: die Modelle selbst, Kernkästen – welche das räumliche Negativ der anzufertigenden Kerne enthalten –, formtechnische Elemente wie Kernmarken, Losteile, Einleger, Anleger und Dämmteile – welche die saubere und exakte Herstellung ermöglichen –, Modellzubehör wie Gießsystem und Speiser – welche aus form- oder gießtechnischen Gründen erforderlich sind – und Hilfsmittel wie Trockenschalen, Kernmontagelehren, Prüflehren, Pressklötze sowie Heiz- und Begasungseinrichtungen.
Nachdem eine Modelleinrichtung fertiggestellt wurde, sind Nachkontrollen erforderlich, um die spätere Passgenauigkeit der damit zu erstellenden Bauteile gewährleisten zu können.